# Beatriz Aldaco
Guadalupe Beatriz Aldaco Encinas (Ensenada, 1962) es una escritora, docente y servidora pública mexicana. Desde 2021 es la titular del Instituto Sonorense de Cultura.

## Trayectoria
Es licenciada en Literaturas Hispánicas por la Universidad de Sonora, concluyó los estudios de maestría en Historia de México en la Facultad de Filosofía y Letras de la UNAM. Tiene un máster de Especialista en Salud Mental por el Programa de Altos Estudios Universitarios y la Universidad de León, España.
Fue directora de Revista Así, Revista de la Fundación por la Socialdemocracia de las Américas, Revista Lúdika, así como de la Revista de la Universidad de Sonora.
Fue docente en la Universidad de Sonora, Universidad del Noroeste, Instituto Tecnológico y de Estudios Superiores de Monterrey, la Casa de la Cultura de Sonora, el Supremo Tribunal de Justicia del Estado de Sonora, Centro de Investigación Científica y Educación Superior de Ensenada.
De 1994 a 1996 fue coordinadora del Circuito Artístico Regional del Noroeste, posteriormente en 1996 fue coordinadora del Fondo Regional para la Cultura y las Artes.
Fue investigadora de la Línea de Cultura y Sociedad de El Colegio de Sonora y vicepresidenta de la Sociedad Sonorense de Historia.

## Obra
- Las formas de la arena. Ensayos sobre la novela en Sonora, Fondo Nacional para la Cultura y las Artes-Instituto Sonorense de Cultura
- Nuestros Rectores, Universidad de Sonora
- Efraínimos, villaurrutios y otras estampidas, Aldamar Ediciones
- Atrabiliario, Aldamar Ediciones / Ediciones Zetina
- Cultura y Literatura, El Colegio de Sonora-Instituto Sonorense de Cultura
- Literatura Fronteriza. De acá y de allá, Instituto Sonorense de Cultura-Consejo Nacional para la Cultura y las Artes, (Compiladora)
- Francia en Sonora, Instituto Sonorense de Cultura (Coautora)
- Los cantos de Minerva. Una muestra de la literatura escrita por mujeres en Sonora, Instituto Sonorense de Cultura (Antologadora)
- Cuaderno de Bitácora. La segunda travesía. Un recorrido por el realismo mágico, Fundación Carolina Colombia, Universidad Tecnológica de Bolívar (Coautora).[2]